# Wolny strzelec (film 2014)
Wolny strzelec (tyt. oryg. Nightcrawler) – amerykański film kryminalny (neo-noir) z 2014 w reżyserii i według scenariusza Dana Gilroya.
Światowa premiera filmu miała miejsce 5 września 2014, podczas 39. Międzynarodowego Festiwalu Filmowego w Toronto. Film wyświetlany był w sekcji "Special Presentations". Polska premiera obrazu nastąpiła 21 listopada 2014.

## Obsada
- Jake Gyllenhaal jako Louis 'Lou' Bloom
- Rene Russo jako Nina Romina
- Riz Ahmed jako Rick Carey
- Bill Paxton jako Joe Loder
- Ann Cusack jako Linda
- Kevin Rahm jako Frank Kruse
- Michael Hyatt jako detektyw Fronteiri
- Kathleen York jako Jackie

i inni

## Nagrody i nominacje
87. ceremonia wręczenia Oscarów
- nominacja: najlepszy scenariusz oryginalny − Dan Gilroy

72. ceremonia wręczenia Złotych Globów
- nominacja: najlepszy aktor w filmie dramatycznym − Jake Gyllenhaal

68. ceremonia wręczenia nagród Brytyjskiej Akademii Filmowej
- nominacja: najlepszy aktor pierwszoplanowy − Jake Gyllenhaal
- nominacja: najlepsza aktorka drugoplanowa − Rene Russo
- nominacja: najlepszy scenariusz oryginalny − Dan Gilroy
- nominacja: najlepszy montaż − John Gilroy

21. ceremonia wręczenia nagród Gildii Aktorów Ekranowych
- nominacja: wybitny występ aktora w roli pierwszoplanowej − Jake Gyllenhaal

30. ceremonia wręczenia Independent Spirit Awards
- nominacja: najlepszy pierwszy film − Dan Gilroy, Jennifer Fox, Tony Gilroy, Jake Gyllenhaal, David Lancaster i Michel Litvak
- nominacja: najlepszy scenariusz − Dan Gilroy
- nominacja: najlepsza główna rola męska − Jake Gyllenhaal
- nominacja: najlepsza drugoplanowa rola męska − Riz Ahmed
- nominacja: najlepszy montaż − John Gilroy

19. ceremonia wręczenia Satelitów
- nominacja: najlepszy aktor filmowy − Jake Gyllenhaal
- nominacja: najlepszy scenariusz oryginalny − Dan Gilroy